# Saint-Baslemont
Saint-Baslemont é uma comuna francesa na região administrativa do Grande Leste, no departamento de Vosges. Estende-se por uma área de 12.71 km². Em 2010 a comuna tinha 80 habitantes (densidade: 6,3 hab./km²).